# Modyń
Modyń (1029 m) – jeden z najwyższych szczytów Beskidu Wyspowego. Posiada dwa wierzchołki o wys. 1028,5 m i 1026,5 m oddzielone płytką przełęczą (na mapie Geportalu nazwa umieszczona jest przy niższym wierzchołku i brzmi Modryń). Znajduje się na terenie pięciu miejscowości: Młyńczyska, Zalesie, Zbludza, Wola Kosnowa i Kicznia. Nie jest górą typową dla Beskidu Wyspowego, gdyż tworzy trzy grzbiety:
- południowy, zakończony wzniesieniem Okrąg w Kamienicy,
- długi południowo-wschodni opadający poprzez przełęcz Cisowy Dział, Jasieńczyk, Klończyk i Spleźnię do miejscowości Jastrzębie,
- również południowo-wschodni, opadający do Łącka i zakończony wzniesieniami Piechówka i Skalica[1].

Pomiędzy dwa południowo-wschodnie grzbiety wcina się dolina Zakiczańskiego Potoku (dopływ Czarnej Wody). Z Modyni spływa kilka potoków uchodzących do Zbludzy, Jastrzębika lub Czarnej Wody (wszystkie są w zlewni Dunajca). Stoki północne Modyni są bardziej strome od południowych. Obecnie Modyń jest niemal całkowicie porośnięta lasem.
Modyń szczególnie okazale prezentuje się od strony zachodniej. Jej zalesiony masyw przypomina stąd grzbiet wieloryba. Nazwa szczytu jest rodzaju żeńskiego (mówi się „na Modyni”). Dawniej nazywany był też Patryją – na jej szczycie znajdowała się bowiem drewniana wieża triangulacyjna wznosząca się ponad wierzchołkami drzew (wieże triangulacyjne w tym rejonie nazywano „patryjami”). Widok z niej był rozległy, wieża zbutwiała z czasem i w latach 80. powaliła ją wichura. Obecnie widoki z zalesionego szczytu Modyni są raczej skromne, tylko z prześwitów między drzewami na niewielkiej wycince na jego szczycie w stronę Ostrej. Więcej można było zobaczyć z istniejącej niegdyś podszczytowej polanki na południowych zboczach, jednakże polanka ta już zarosła. W 2020 r. rozpoczęła się budowa nowej wieży widokowej na szczycie Modyni. Została oddana do użytku 30 czerwca 2021 roku. Mierzy ponad 27 metrów. Po ogłoszeniu przełęczy Cisowy Dział Perłą Powiatu Limanowskiego, góra Modyń stała się licznie odwiedzana przez turystów.
Na południowych stokach występuje kilkunastometrowa Jaskinia w Górze Modyń.
Rozległe widoki na Beskid Wyspowy, Beskid Sądecki, Gorce, Pieniny i Tatry można podziwiać z polan na południowym stoku Modyni opadającym w stronę Woli Kosnowej z przysiółków Zagronki, Wierch Góry, Carchla oraz z polan nad Zbludzą. Sięgają one wysoko ponad 900 m n.p.m. Dobrym punktem widokowym na Tatry jest również niebieski szlak ze Zbludzy – odcinek drogi, po którym szlak skręca do lasu.
Kazimierz Sosnowski w swoim przewodniku po Beskidach Zachodnich tak pisze o Modyni:
„Dość daleko od kolei odsunięta i mało uczęszczana ta góra. Od północy stroma i dzika, buczyną aż po podłużny grzbiet zarosła. Po jej zachodnim podnóżu toczy się gościniec Tymbark-Zabrzeż, który między Zalesiem a Zbludzą przewija się przez malowniczą gardziel górską. Sama góra nie ma w sobie nic osobliwego, natomiast jej zalesiony wierzchołek daje widok niespodziewanie piękny. Ciągnie się bowiem na jego południowym skłonie duża, obsiana owsem polana (na tej wysokości rzecz wyjątkowa), z której w stronę południową widok nadzwyczaj daleki i okazały na trzy fale gór”.
30 czerwca 2021 r. zakończyła się budowa 27-metrowej drewnianej wieży widokowej na Modyni.
Piesze szlaki turystyczne Młyńczyska – Cisowy Dział – Modyń. Czas przejścia 1:30 h (↓ 1 h), suma podejść 395 m
 Zbludza – Modyń. Czas przejścia 1:40 h (↓ 1:05 h), suma podejść 470 m
 Cichoń – Modyń. Czas przejścia 1:15 h (↓ 1 h), suma podejść 290 m
 Łącko – Piechówka – Mała Modyń – Modyń. Czas przejścia 3:20 h (↓ 2.30 h), suma podejść ok. 690 m.

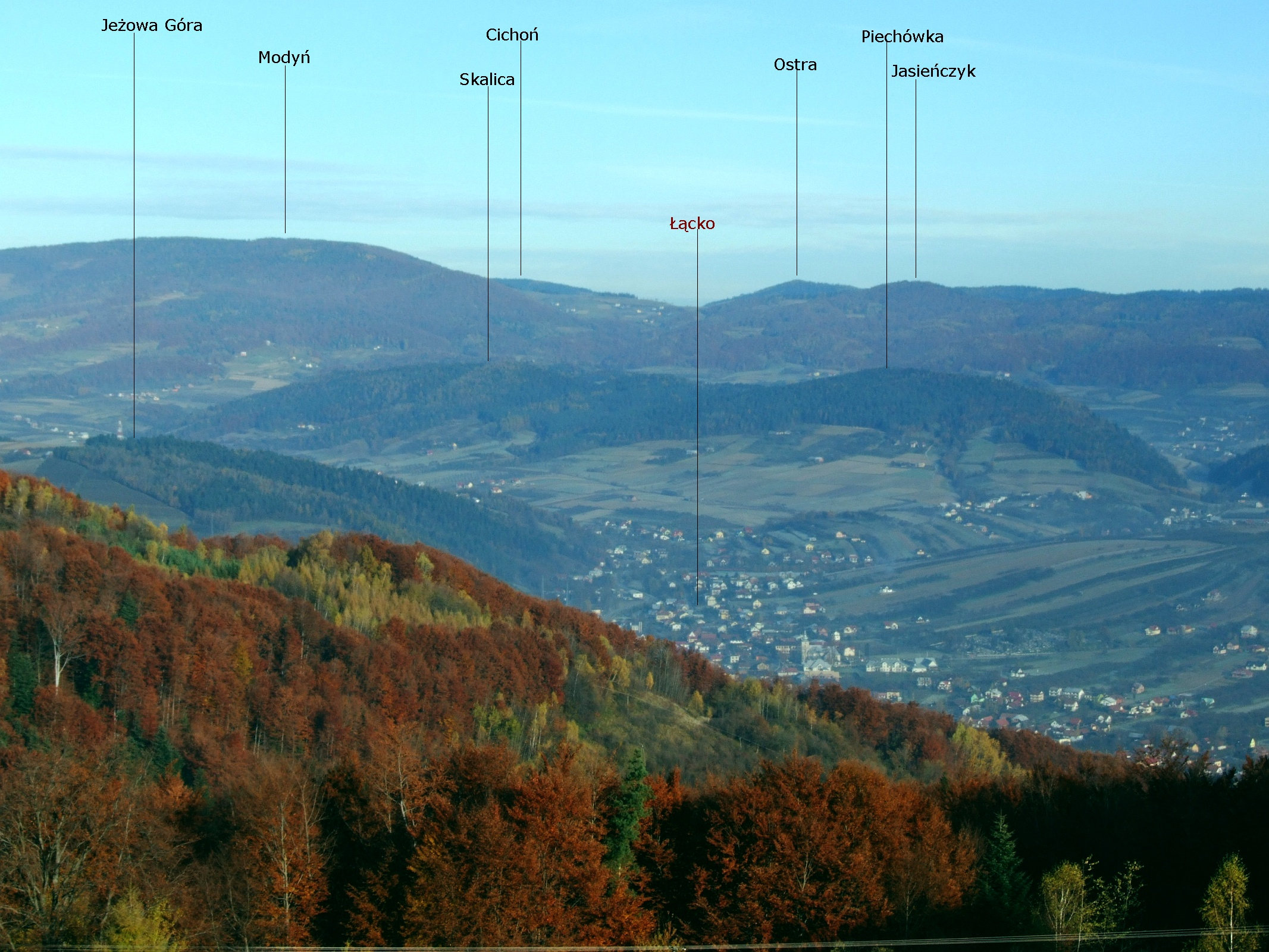
Widok na Modyń z Cebulówki
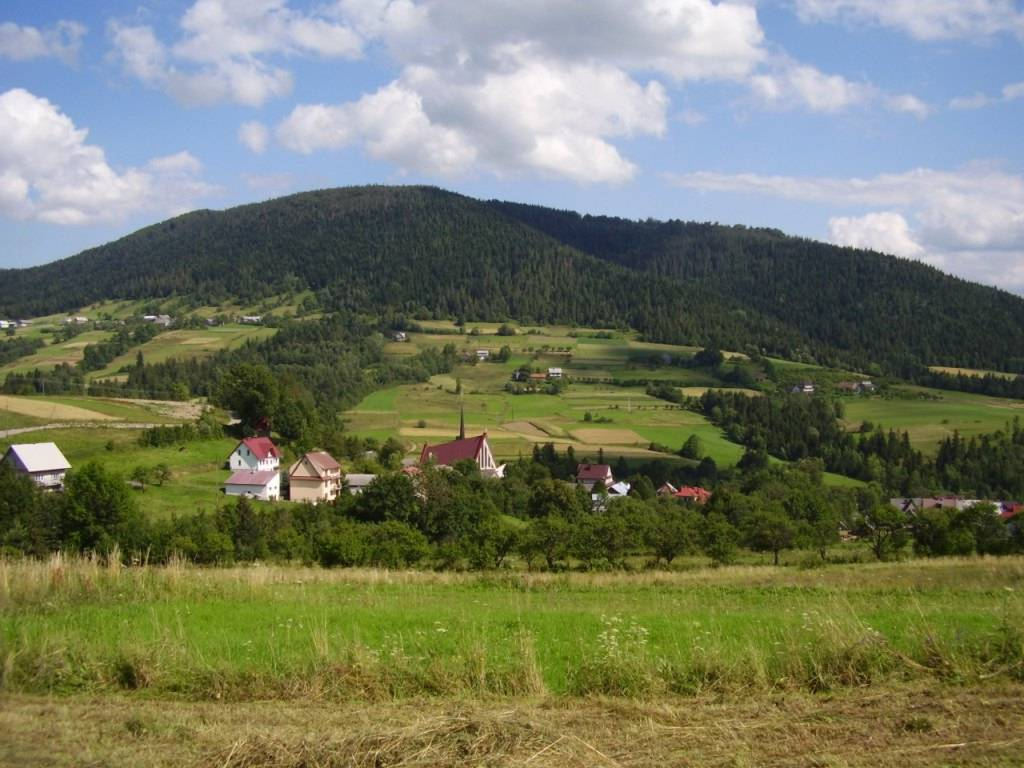
Widok na Modyń z Zalesia
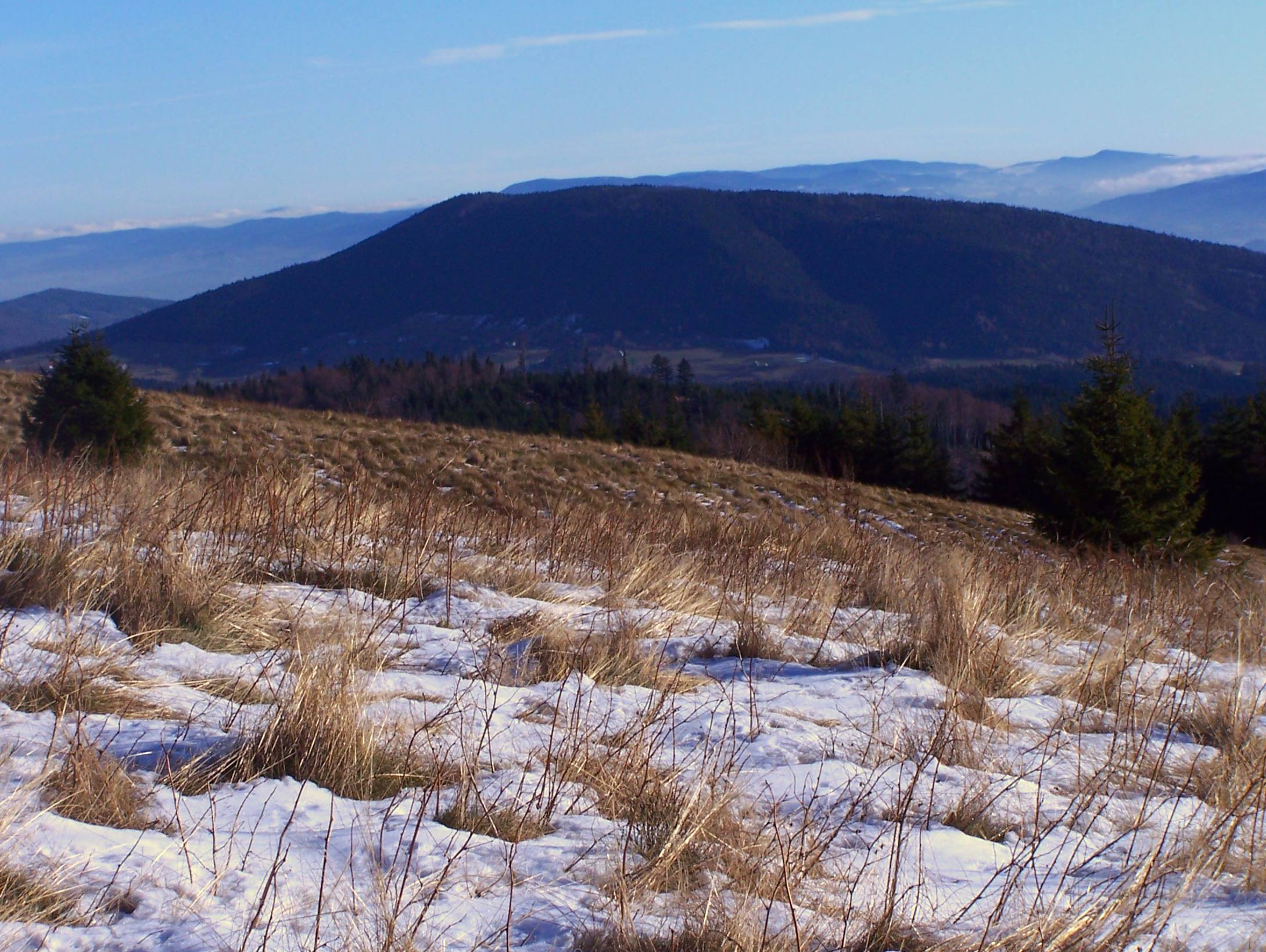
Widok na Modyń z Mogielicy
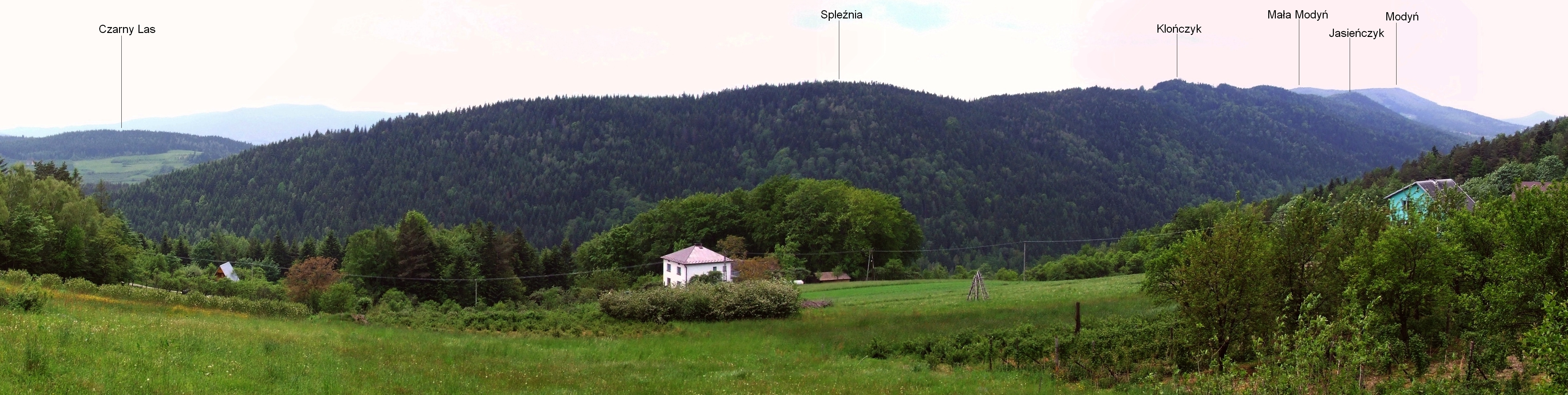
Południowo-wschodnie pasmo Modyni nad doliną potoku Jastrzębik. Widok ze Skiełka
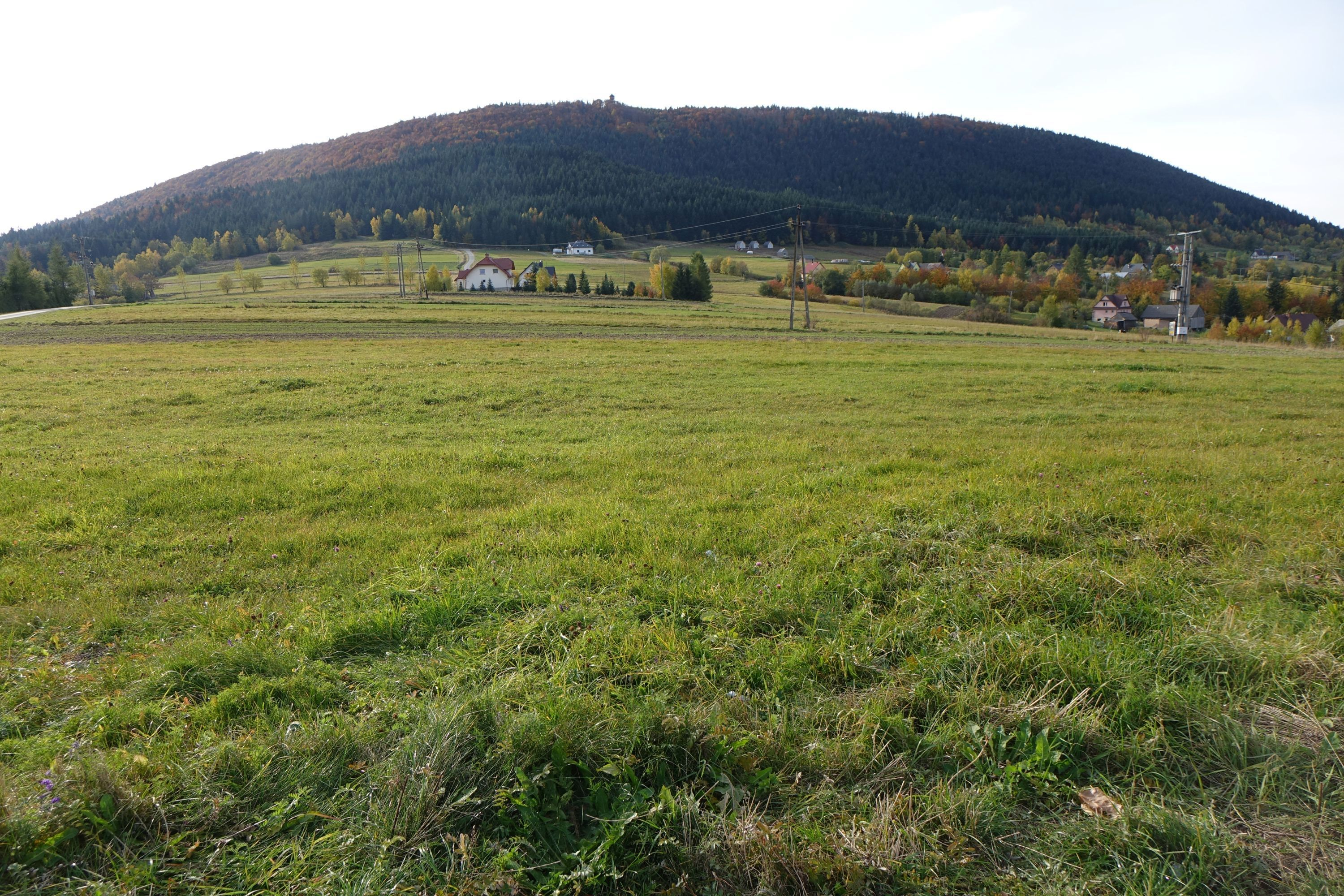
Modyń z wieżą widokową
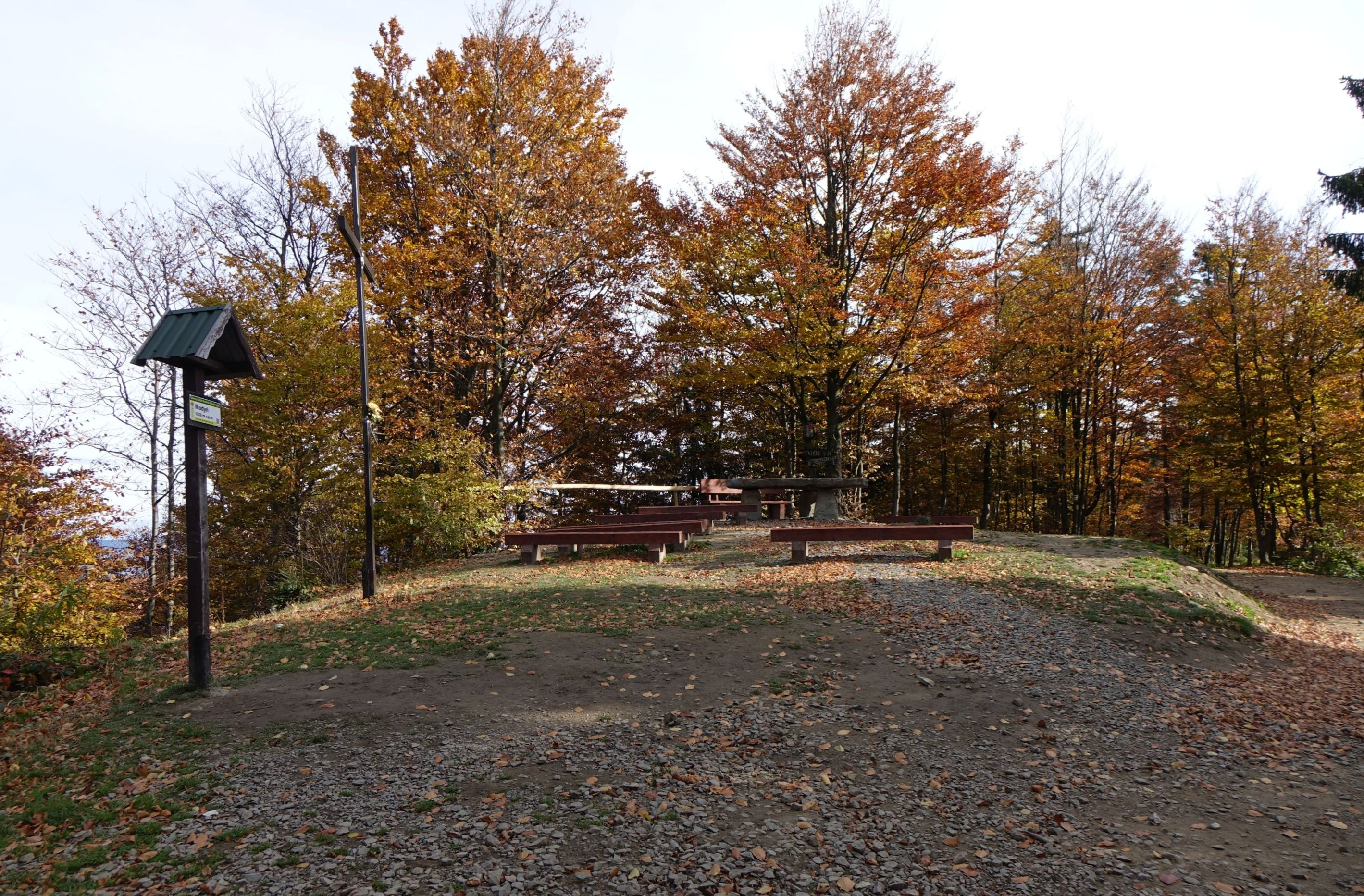
Na szczycie Modyni
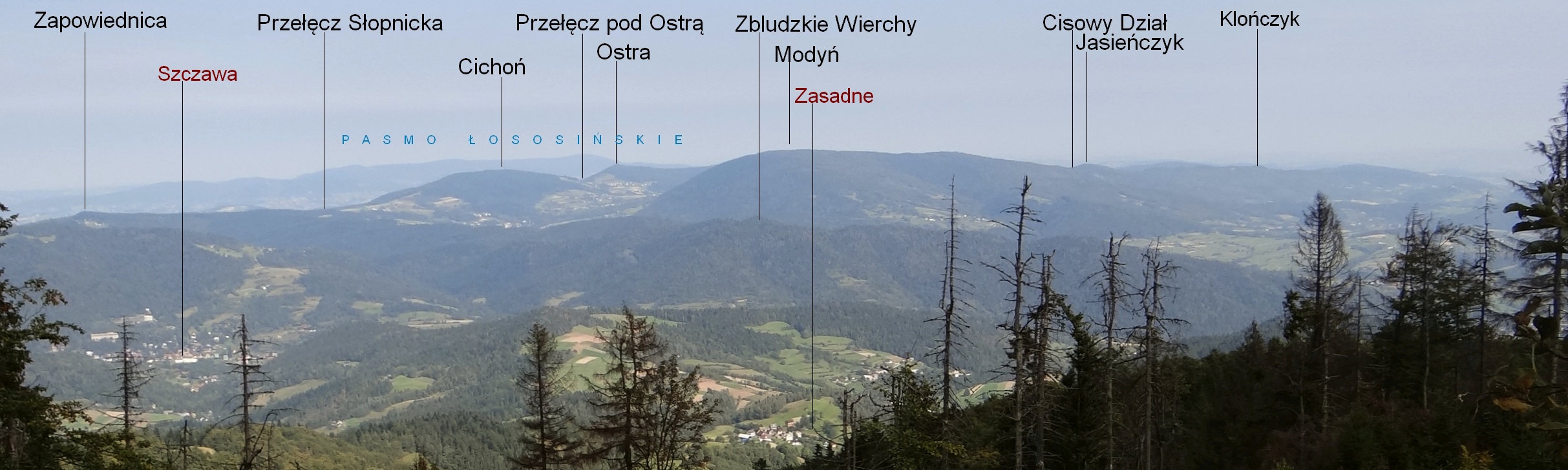
Widok na pasmo Modyni z grzbietu Gorca
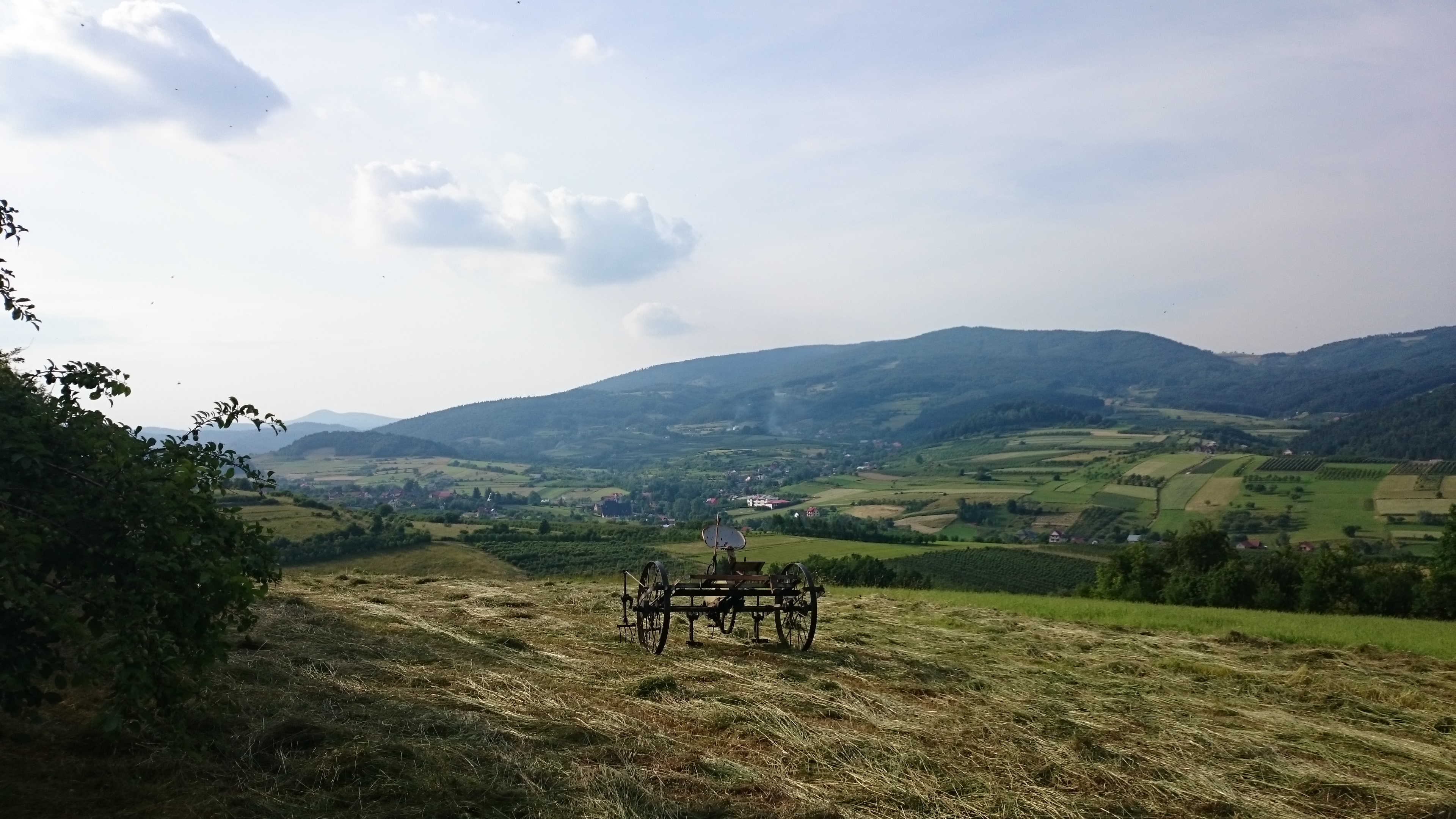
Widok na Modyń z przysiółka Gródek w Zagorzynie. Po lewej widoczna jest Mogielica.